# Mečichov
Mečichov falu és önkormányzat (obec) Csehország Dél-csehországi kerületének Strakonicei járásában. Területe 8,86 km², lakosainak száma 248 (2008. 12. 31). A falu Strakonicétől mintegy 13 km-re északnyugatra, České Budějovicétől 65 km-re északnyugatra, és Prágától 94 km-re délnyugatra fekszik.
A település első írásos említése 1539-ből származik.

## Látnivalók
- Szent  Vojtěch kápolna.
- Szentháromság szobor a pestisjárvány áldozatainak emlékére (a falutól 2 km-re).
- Emlékmű a második világháború áldozatainak emlékére.

## Népesség
A település népessége az elmúlt években az alábbi módon változott:
| Lakosok száma | 511  | 551  | 565  | 379  | 330  | 249  | 275  | 279  | 272  | 291  |
|               | 1869 | 1900 | 1921 | 1961 | 1980 | 2011 | 2016 | 2019 | 2021 | 2024 |